# Вибори до Львівської обласної ради 1990
Вибори до Львівської обласної ради 1990 — вибори до Львівської обласної ради, що відбулися у березні 1990 року. Відбувалися за мажоритарною виборчою системою. Це були перші альтернативні вибори обласної ради.

## Результати виборів
Комуністи здобули 70 із 200 місць. Однак майже одразу після виборів із КПРС вийшло 38 обраних депутатів.